# 삼승면
삼승면(三升面)은 대한민국 충청북도 보은군의 면이다.

## 개요
삼승면은 금적산과 삼승산, 오덕천과 보청천이 흐르는 경치좋고, 기름진 땅을 가진 전통적인 농업면이다. 그 중 황토사과와 백설복숭아는 전국적으로 명성이 높을 뿐만 아니라, 농가 소득은 큰 도움이 되고 있다.

## 행정 구역
- 내망리(內望里)
- 달산리(達山里)
- 둔덕리(屯德里)
- 상가리(上可里)
- 서원리(西原里)
- 선곡리(仙谷里)
- 송죽리(松竹里)
- 우진리(右陳里)
- 원남리(元南里)
- 천남리(川南里)
- 탄금리(彈琴里)